# Nuni Omot
Anunwa Omot, detto Nuni (Nairobi, 3 ottobre 1994), è un cestista sudsudanese con cittadinanza statunitense.

## Palmarès
- Basketball Africa League: 1

Al-Ahly: 2023